# Левитский, Владимир Алексеевич
Владимир Алексеевич Левитский (18 (30) июня 1830 — 3 (15) ноября 1885) — протоиерей, профессор, магистр богословия.

## Биография
Родился в Серпухове 18 (30) июня 1830 года.
В 1849—1853 годах учился в Санкт-Петербургской духовной академии (XX курс 1853 года — 23-й в разрядном списке со степенью магистра).
После её окончания он занял должность профессора в Московской духовной семинарии (по другим данным, Вифанской семинарии); затем был также священником в Московской Тихвинской церкви в Сущёве, где стал протоиереем и служил до конца своей жизни.
Левитский защитил магистерскую диссертацию под названием «История волнений, произведенных в церкви сектою оригенистов со времени её появления в конце VI века до времён 5-го вселенского собора». Д. Д. Языков в своём «Обзоре…» и статье в журнале «Библиограф», также «словарь Брокгауза и Ефрона» ошибочно приписывали ему магистерскую диссертацию В. И. Левицкого «Богомильско-болгарская ересь X—XIV вв.».
Скончался в Москве 3 (15) ноября 1885 года и был похоронен на Миусском кладбище.